# 拉富埃瓦
拉富埃瓦，是西班牙阿拉贡自治区韦斯卡省的一个市镇。总面积219平方公里，总人口607人（2001年），人口密度3人/平方公里。